# Erik Sellin

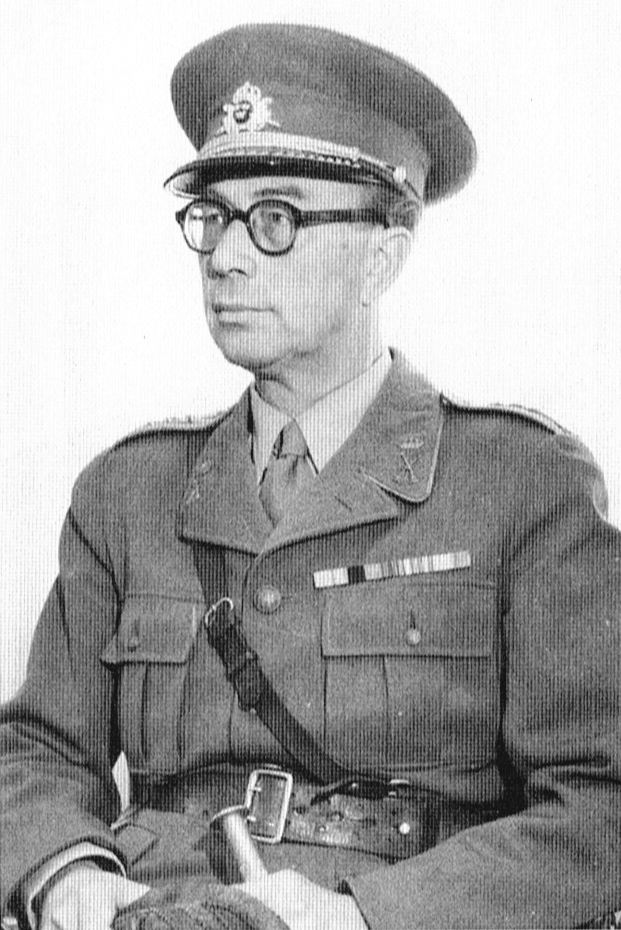
Erik Sellin

Erik Olof Sellin, född 9 oktober 1896 i Anundsjö, Västernorrlands län, död 15 oktober 1967 i Uppsala, var en svensk militär (överste).

## Biografi
Sellin avlade studentexamen i Härnösand 1915 och officersexamen 1917. Sellin blev fänrik vid Västerbottens regemente (I 20) 1917, löjtnant 1919, studerade vid Infanteriets skjutskola 1921 och 1938 samt vid Krigshögskolan 1921–1923. Han blev kapten 1932, major 1940 och tjänstgjorde vid Livregementets grenadjärer (I 3) 1940. Sellin blev överstelöjtnant 1942, var vice arméinspektör 1942 och tjänstgjorde vid Gotlands infanteriregemente (I 18) 1944. Under sin tid på Gotland var han lägerkommendant för interneringslägret Lagerlingen. År 1946 blev Sellin överste och var chef för Arméns underofficersskola åren 1946–1948 och för Bohusläns regemente (I 17) åren 1948–1957.
Han var ordonnansofficer hos prins Gustaf Adolf, hertig av Västerbotten 1931 och adjutant 1932–1947. Sellin var ordförande i föreningen Margarethahemmet från 1957 samt var medlem av Rotary International och Svenska Frimurare Orden. Sellin var kommendör av första klassen av Svärdsorden, samt riddare av Nordstjärneorden och Vasaorden.
Sellin var son till kyrkoherden Johan Olof Sellin d.y. och Helena Karolina Hollström. Mormodern var Jacobina Fredrika Clementeoff, sist av den nu utdöda adliga ätten Clementeoff. Han gifte sig 1927 med Elisbeth Grahn (född 1902), dotter till konsul Andreas Grahn och Emy Möller. Makarna var föräldrar till överstelöjtnant Erik Torsten Lennart Clementeoff Sellin (född 1929) och Helena Margaretha Maria Louise Erasmie (född 1931). Sellin gravsattes på Uppsala gamla kyrkogård.

## Utmärkelser
Sellins utmärkelser:
- Minnestecken med anledning av Konung Gustaf V:s 90-årsdag (GV:sJmtll)
- Kommendör av 1. klass av Svärdsorden (KSO1kl)
- Riddare av Nordstjärneorden (RNO)
- Riddare av Vasaorden (RVO)
- Sveriges militära idrottsförbunds guldmedalj (SvmifbGM)
- Göteborgs och Bohusläns skytteförbunds guldmedalj (Gbgs o Bohus l sfbGM)
- Bohuslän-Dalslands läns befäls(utbildnings)förbunds guldmedalj (Bohusl-Dals bfbGM)
- Sveriges landstormsföreningars centralförbunds förtjänstmedalj i guld (LandstGM)
- Sveriges skytteförbunds överstyrelses guldmedalj (SvsfbGM)
- Svenska livräddningssällskapet guld- och silvermedalj (SvlsGMoSM)
- Riksföreningen för simningens främjandes silvermedalj  (RfsSM)
- Västerbottens landstormsförbunds silvermedalj (Västerb IfbSM)
- Hemvärnets förtjänstmedalj i guld (HvSM)
- Arméns skyttemedalj (SkytteM)